# Alocasia
Alocasia é um género botânico da família das aráceas.
São aproximadamente setenta espécies encontradas em regiões tropicais úmidas do sudeste asiático.

## Galeria

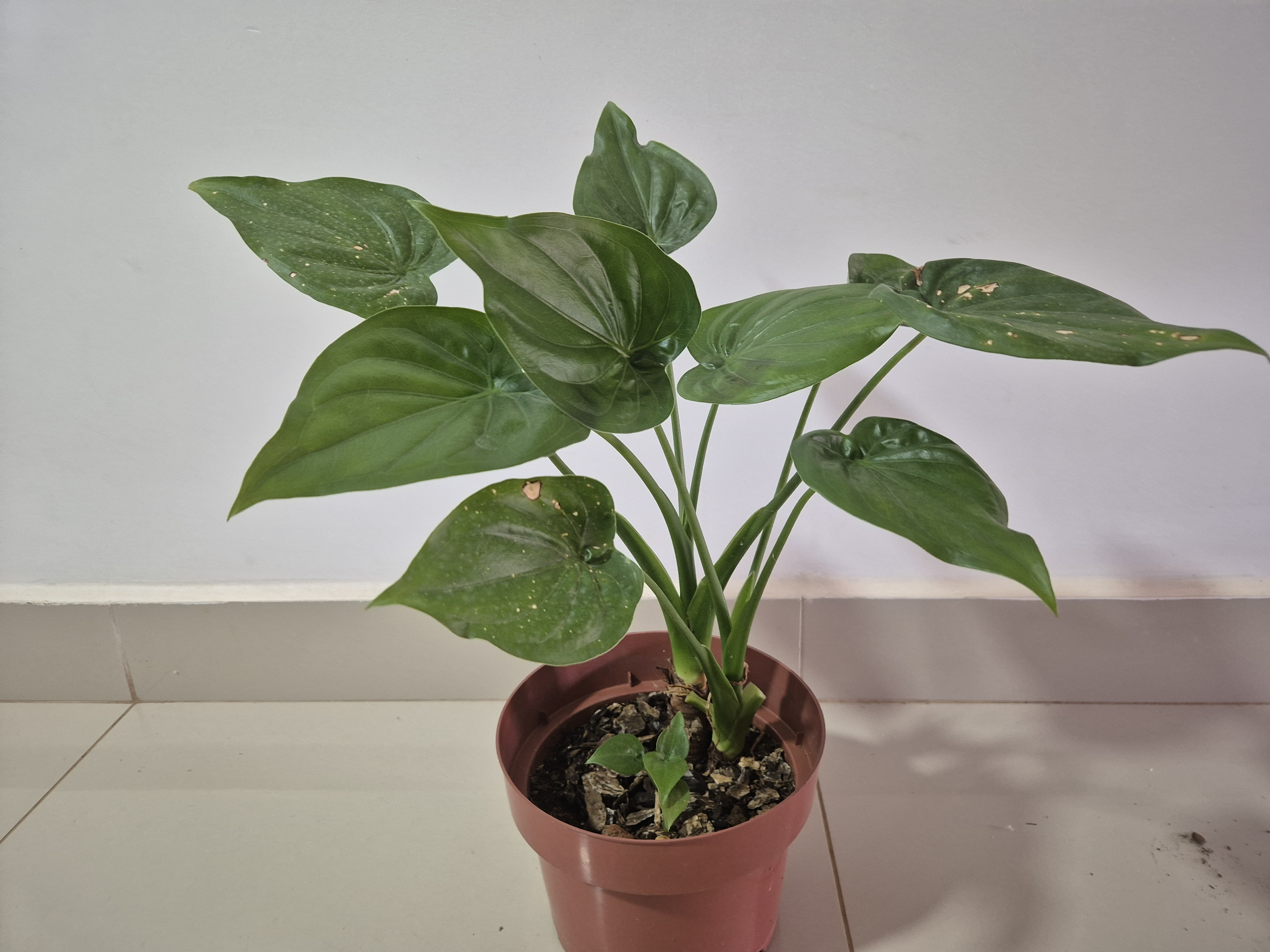
Alocasia cucullata, uma planta da família Araceae, cultivada em vaso em coleção particular.
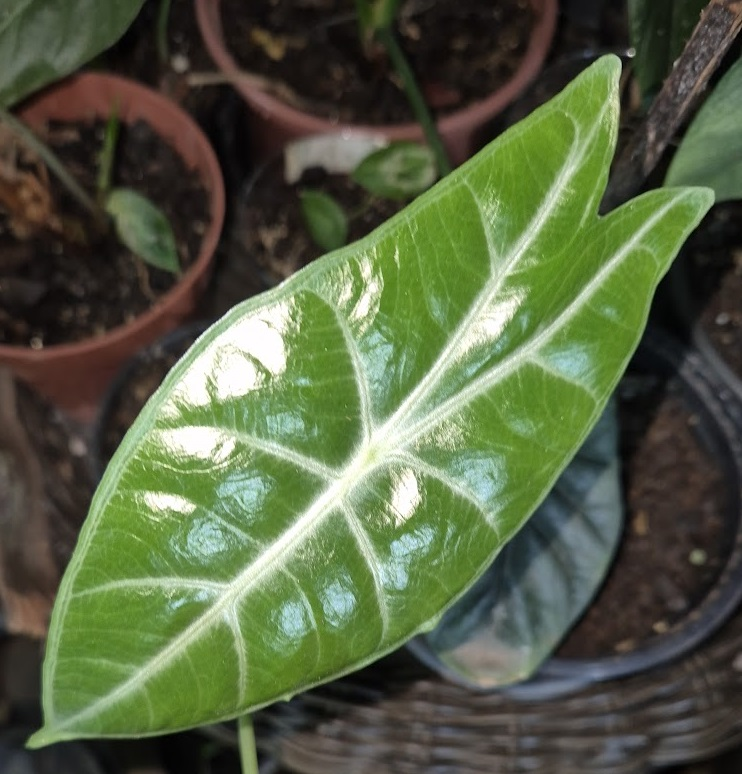
Folha jovem de Alocasia Longiloba, uma planta da família Araceae.
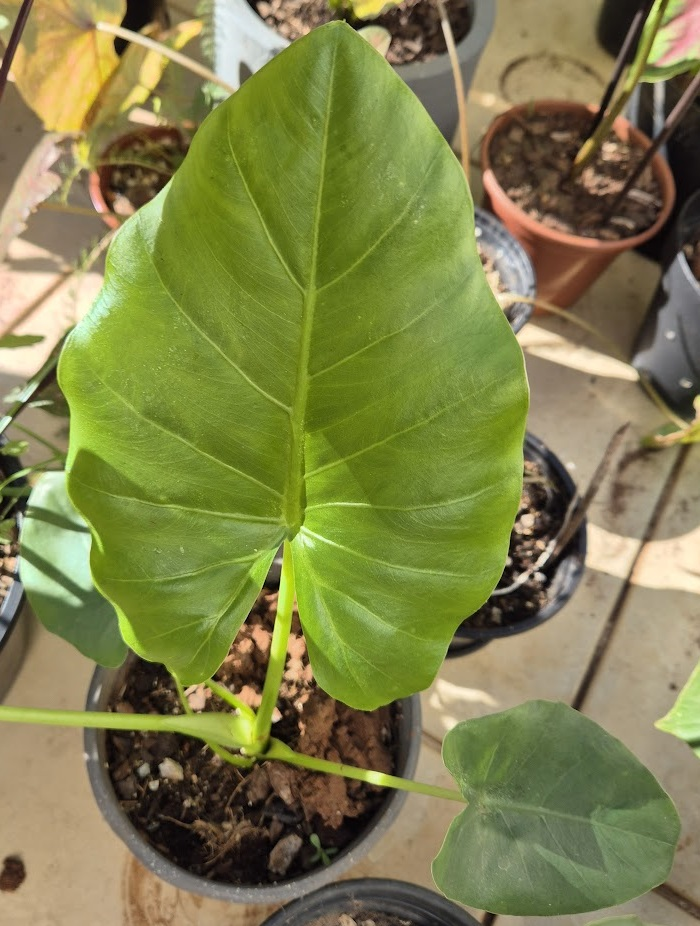
Detalhe de folha jovem de Alocasia Odora (popular Orelha de elefante) planta da família Araceae.
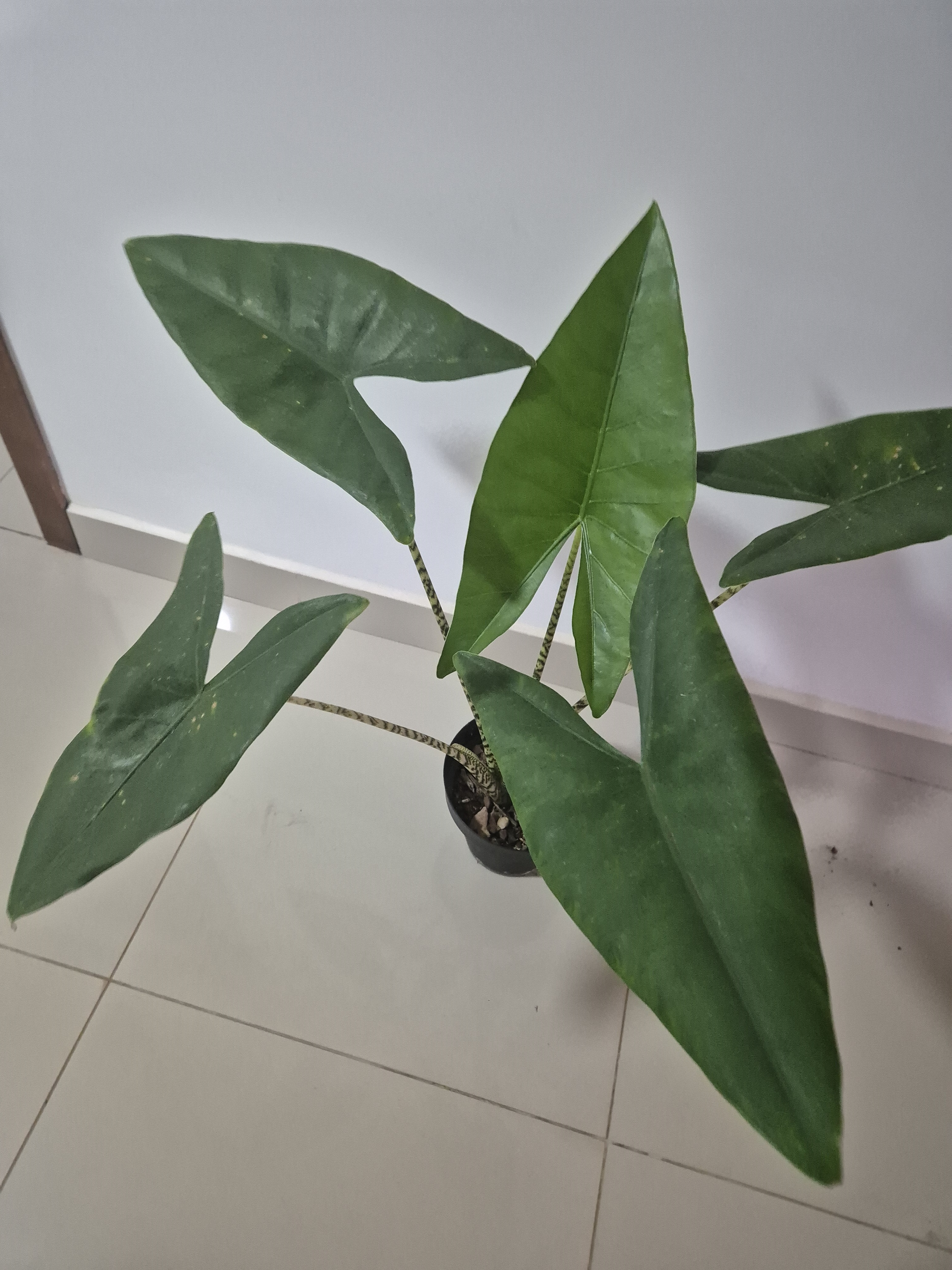
Alocasia zebrina, uma planta da família Araceae, cultivada em coleção particular.
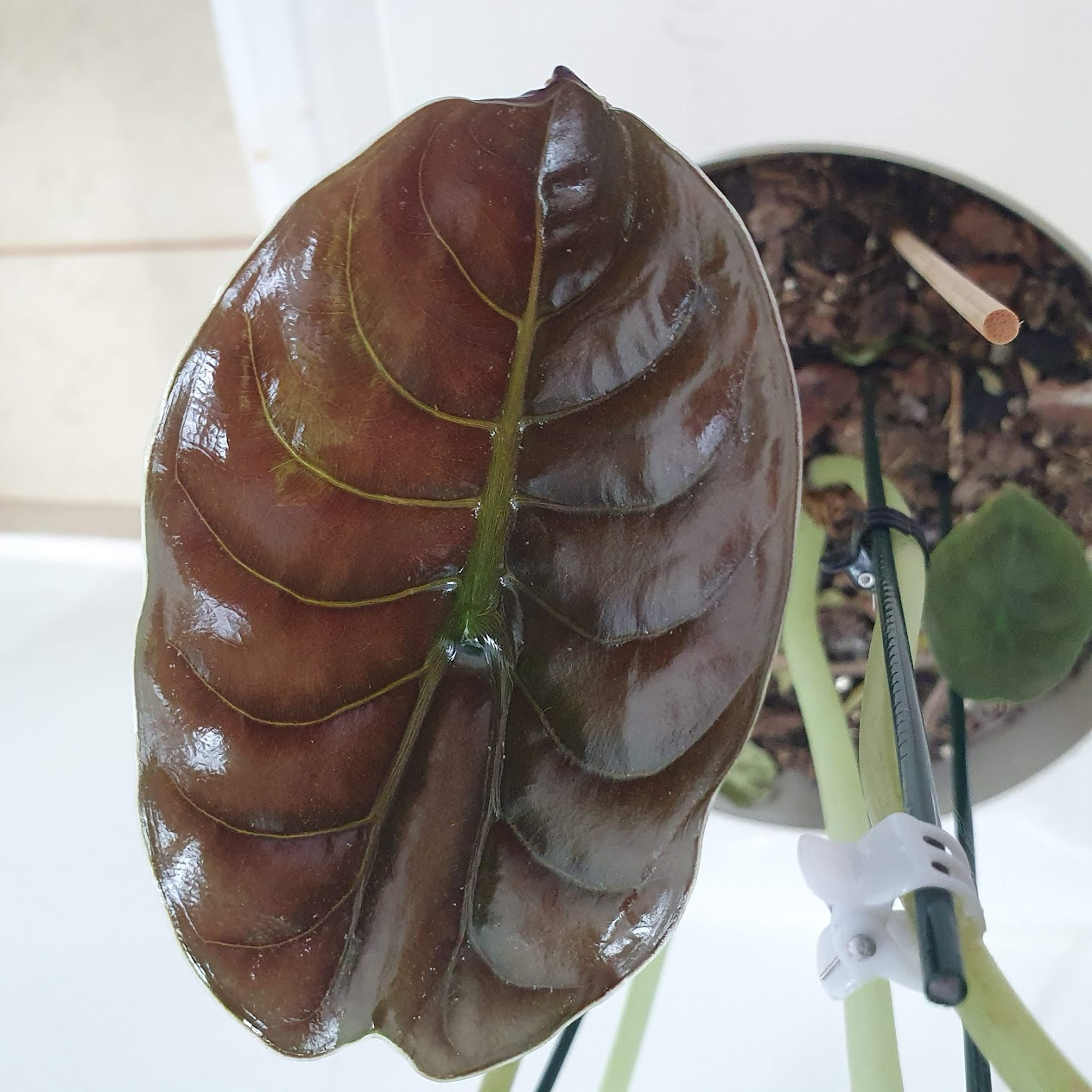
Folha jovem da Alocasia cuprea, uma planta da família Araceae.

## Espécies
| - Alocasia aequiloba - Alocasia alba - Alocasia augustiana - Alocasia brancifolia - Alocasia crassifolia - Alocasia cucullata - Alocasia cuprea - Alocasia heterophylla - Alocasia indica - Alocasia korthalsii - Alocasia lancifolia - Alocasia lauterbachiana - Alocasia longiloba - Alocasia lowii - Alocasia macrorrhiza - Alocasia magnifica - Alocasia micholitziana - Alocasia micholitzii - Alocasia odora - Alocasia portei - Alocasia sanderiana - Alocasia wavriniana - Alocasia zebrina |